# Andaniexis gracilis
Andaniexis gracilis är en kräftdjursart som beskrevs av Jørgen Berge och Wim Vader 1997. Andaniexis gracilis ingår i släktet Andaniexis och familjen Stegocephalidae. Inga underarter finns listade i Catalogue of Life.